# Санта Марија дел Пјано (Римини)
Санта Марија дел Пјано је насеље у Италији у округу Римини, региону Емилија-Ромања.
Према процени из 2011. у насељу је живело 464 становника. Насеље се налази на надморској висини од 194 м.